# Rachicerus fulvicornis
Rachicerus fulvicornis är en tvåvingeart som först beskrevs av Snellen van Vollenhoven 1863.  Rachicerus fulvicornis ingår i släktet Rachicerus och familjen vedflugor. Inga underarter finns listade i Catalogue of Life.